# Halle de Bagnères-de-Bigorre
 (octobre 2024).
Si vous disposez d'ouvrages ou d'articles de référence ou si vous connaissez des sites web de qualité traitant du thème abordé ici, merci de compléter l'article en donnant les références utiles à sa vérifiabilité et en les liant à la section « Notes et références ».
La halle de Bagnères-de-Bigorre est une halle située au centre de Bagnères-de-Bigorre à vocation de marché de produits alimentaires frais.

## Histoire
À la suite de l’autorisation d'Henri IV de construire un marché, une première halle est construite en  1627 en bois. En 1811 un incendie détruit ce bâtiment.
  
La halle actuelle est bâtie à la fin du XIXe siècle. Elle est typique de l’architecture du modèle parisien dessiné par Victor Baltard.

## Localisation
La halle est au centre du village entre les rues des Thermes et Jules Daléas sur la place Ramond.

## Caractéristiques
C’est une halle (arcade massive et compact) dont la surface couverte est de 1 000 m².
   
Elle est composée d’une nef centrale délimitée par des colonnes de fonte supportant la charpente en fer. Autour de la halle un auvent métallique protège les marchands.

## Galerie d'images

Sélection de vues de la halle.
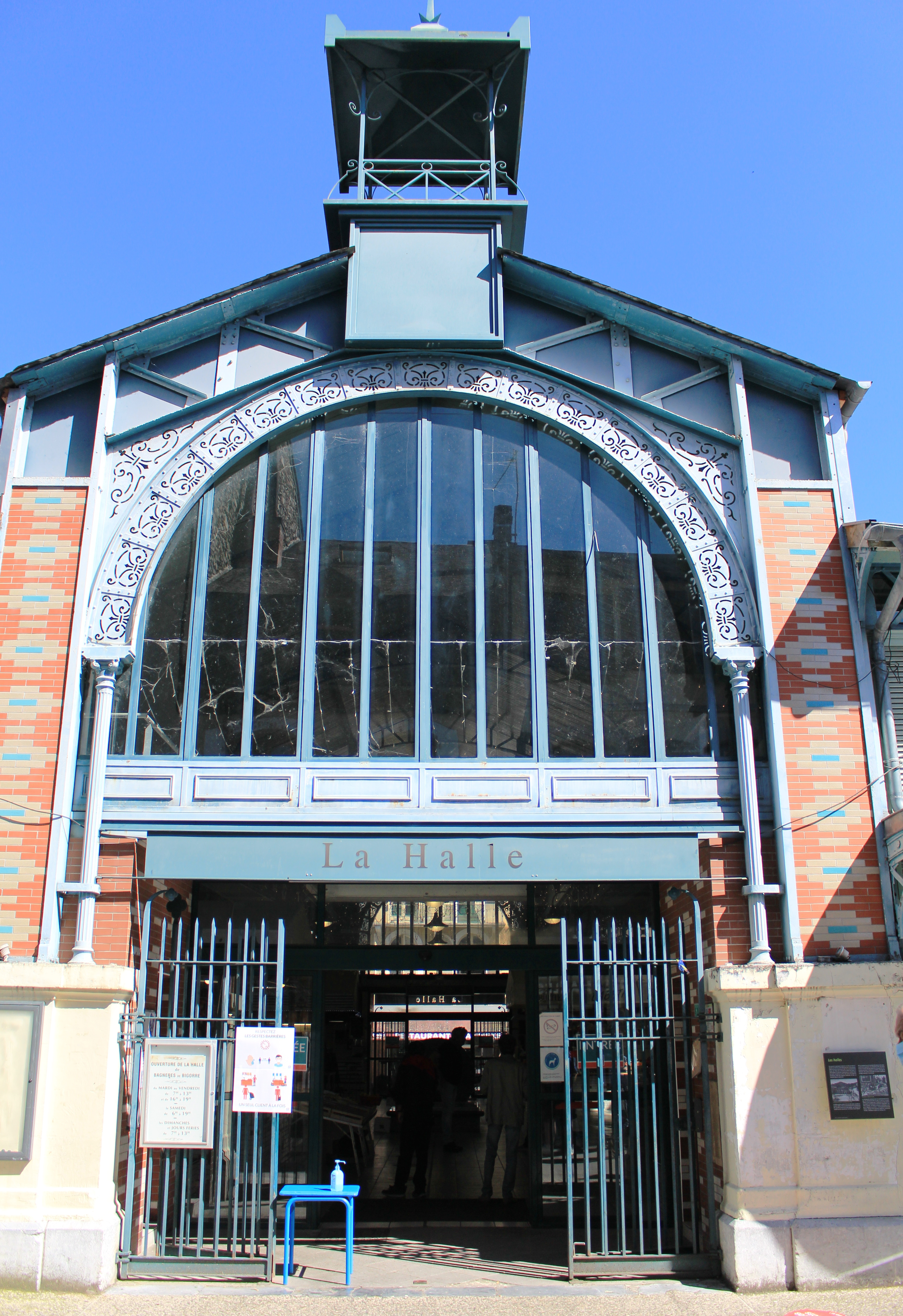
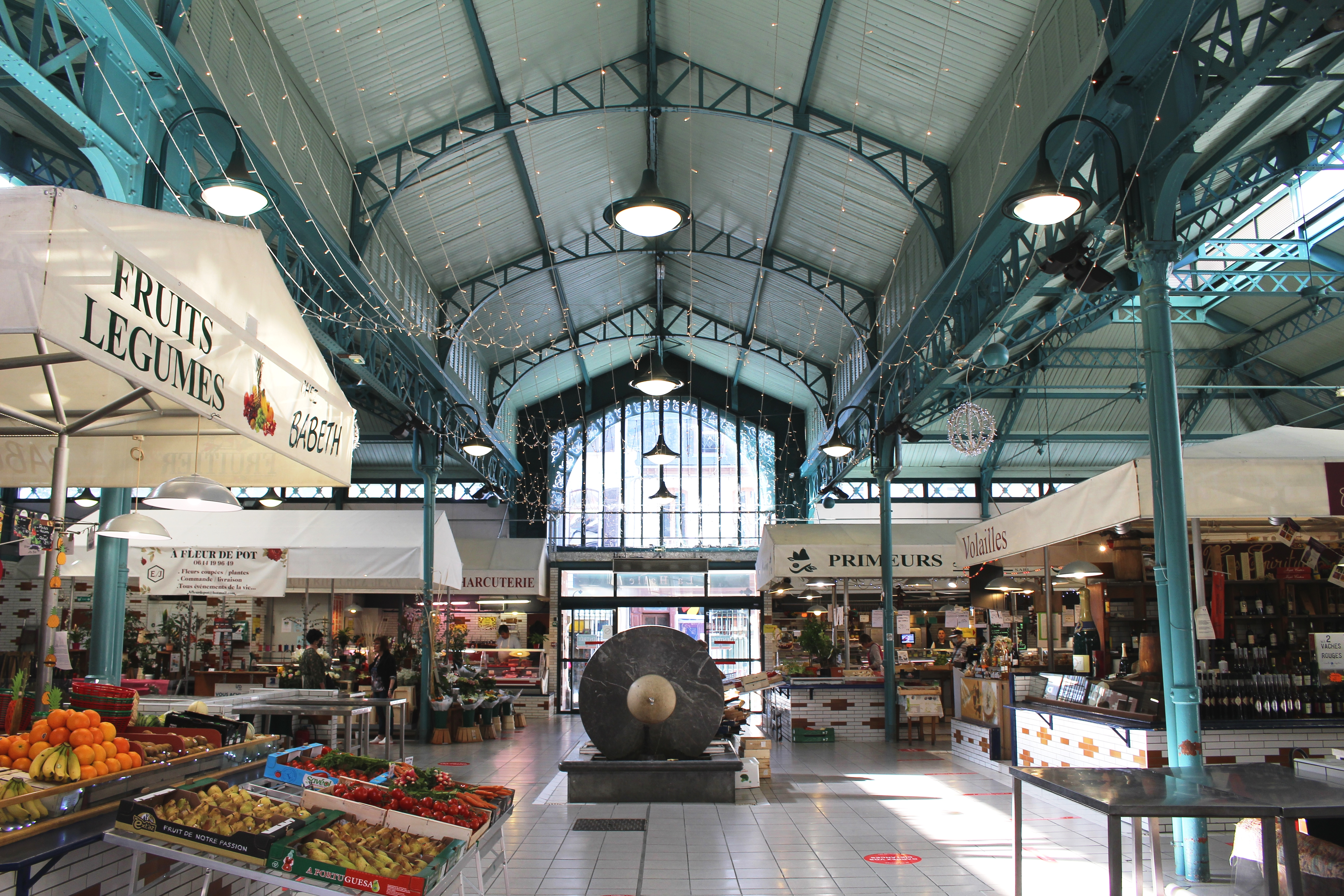
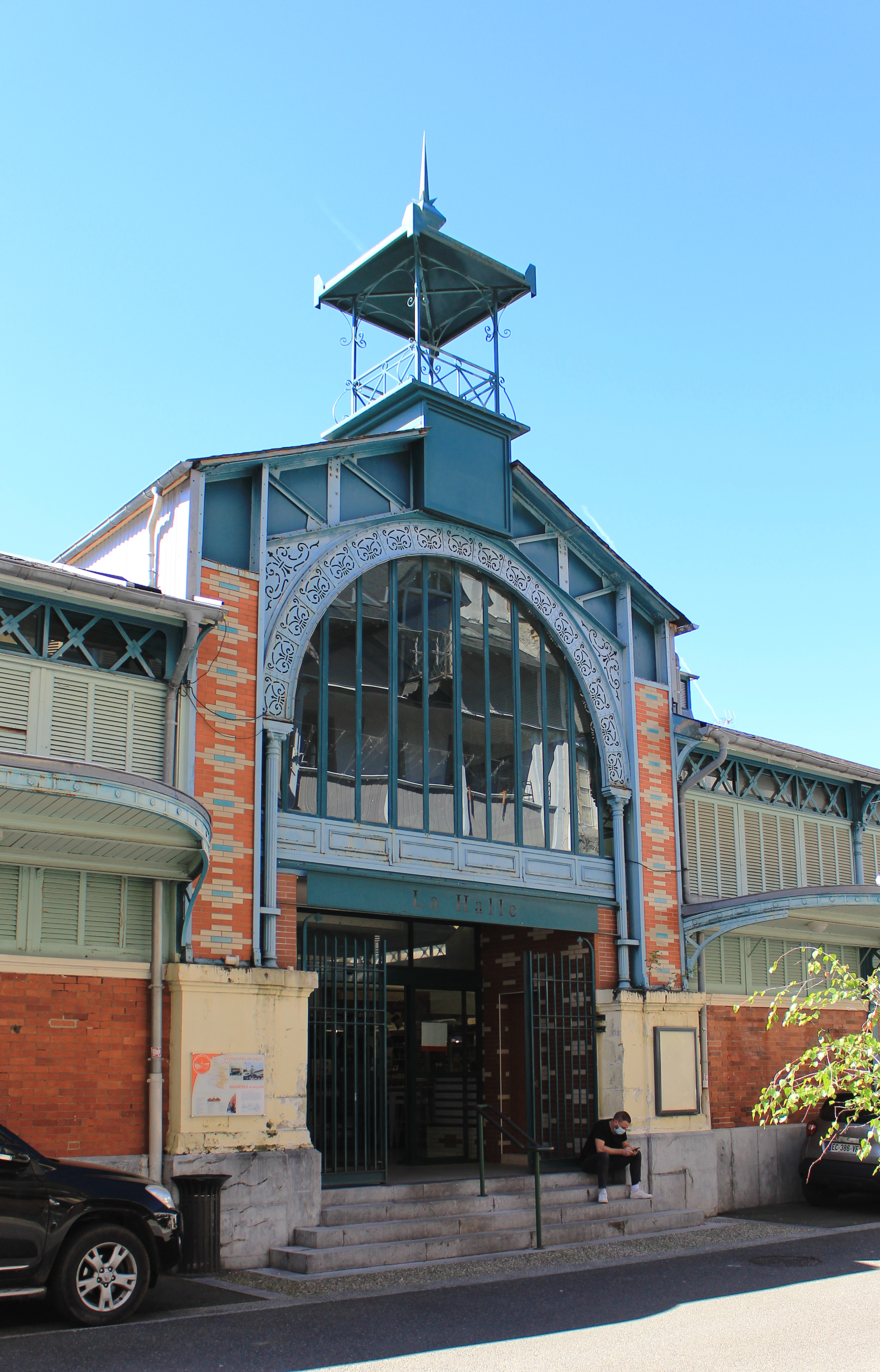